# 姥姥的外孙
《姥姥的外孙》（羅馬化：LAHN MAH，又名《粥味奇缘》），曾用名《中国家庭》（英語：The Chinese Family），是一部由宽屏影业制作，GDH 559发行的泰国家庭剧情片。 此片由普提蓬·阿萨拉塔纳功、彤达婉·奔提维此弓、三亚·库纳空、邦沙敦·宗威拉克、莎琳拉·托马斯等人主演。电影改编自真人真事，主要讲述了出生泰籍華裔潮州人家庭的年轻人M，为了继承百万遗产辞去工作照顾罹患癌症的的姥姥，并在过程中明白了许多道理。此片原定于2023年年底上映，后因为电影档期冲突延迟至2024年4月4日上映。

## 演员阵容
- 普提蓬·阿萨拉塔纳功 饰演 Tanapat Thavorakul（M），23岁
- 乌萨·萨梅坎姆（อุษา เสมคำ）饰演 周明珠，M的阿嬤，76岁
- 彤达婉·奔提维此弓 饰演 Mui，M的堂妹
- 三亚·库纳空 饰演 Ku Kiang，M的舅父，52岁
- 莎琳拉·托马斯 饰演 Siu，M的母亲，50岁
- 邦沙敦·宗威拉克 饰演 Ku Soi，M的小舅，48岁
- 杜昂彭·奥披拉特 饰演 Pinn，Ku Kiang的妻子
- Himawari Tajiri 饰演 Rainbow，Ku Kiang和Pinn的女儿

## 制作与宣发
此片是GDH 559在2023年新闻发布会上发布的项目，定名为《中国家庭》，预计于同年年底上映。然而，由于多部电影同时上映导致电影档期冲突。因此，GDH 559将电影的上映日期推迟至2024年，然后于2024年2月23日在泰国华辛中心红磨坊，Soi Sukhumvit 31举行新闻发布会，正式推出该电影。
一个月后，GDH 559在电影上映首日发布特假公告，让员工可以回家与思念的人共度时光，与家人一起前往电影院观看电影，为影片进行宣传。此外，康塔纳集团、Smallroom Company Limited等公司也发布了类似的特假公告。
电影于2024年4月1日在暹罗百丽宫的百丽宫影城（Paragon Cineplex）举办发布会及首映礼。
2024年4月26日下午，GDH 559宣布《姥姥的外孙》将在马来西亚、台湾、韩国、日本、老挝、菲律宾、印度尼西亚、新西兰、越南、澳大利亚、柬埔寨、文莱及新加坡、中国內地和中国香港上映。
电影主体拍摄是在泰国曼谷周边的噗市場、帖帕颂塔玛兰寺等地进行。

## 回响

### 票房成绩
《姥姥的外孙》上映后获得泰国观众的热烈响应。曼谷、大都会区、清迈府的首日票房总计为954万泰铢（全国2100万泰铢）。电影上映4天，曼谷、大都会区及清迈的票房总计共4868万泰铢（全国1.1亿泰铢）。电影上映一周后，在曼谷、大都市区、清迈省票房总计为8313万泰铢，连续4周蝉联票房冠军。成功超越《天生一对2》成为GDH 559有史以来票房最高的电影。
《姥姥的外孙》于2024年5月15日在印度尼西亚上映，获得了热烈的反响。电影上映9天后成功打败电影《灵媒》，成为在印尼上映的泰国电影的票房冠军。
2024年5月30日，《姥姥的外孙》在马来西亚正式上映。电影上映仅仅首日票房就突破20万令吉，成为马来西亚2024年的泰国电影票房冠军。电影上映第二天票房突破80万令吉。后来，电影的票房成功突破420万令吉。该片在第10天创下了160万令吉的单日票房最高纪录，上映10天就斩获840万令吉票房成绩超越了《模犯生》于2017年创下的纪录成为大马影史上泰国电影票房新冠军。
《姥姥的外孙》于2024年6月13日在香港上映，票房達690萬港元，成為近6年來在香港票房最高的泰國電影。
| 上一届： 《天生一对2》 | 泰国国产电影票房冠军 | 下一届： |

## 原聲帶
| 曲序 | 曲目                      | 歌手                | 时长 |
| ---- | ------------------------- | ------------------- | ---- |
| 1.   | สวยงามเสมอ (Ever-Forever) | 普提蓬·阿薩拉塔納功 | 3:48 |

## 奖项荣誉
| 年份   | 颁奖礼                          | 奖项                                     | 入围者              | 结果 | 参考   |
| ------ | ------------------------------- | ---------------------------------------- | ------------------- | ---- | ------ |
| 2025年 | 第18届亚洲电影大奖              | 最佳新演员                               | 普提蓬·阿薩拉塔納功 | 提名 | -      |
| 2025年 | Thailand Box Office Awards 2024 | 年度最佳男主角                           | 普提蓬·阿薩拉塔納功 | 獲獎 | [ 24 ] |
| 2025年 | Thailand Box Office Awards 2024 | 有史以來票房最高的泰國電影（全球總收入） | 不適用              | 獲獎 | [ 24 ] |
| 2025年 | Komchadleuk Awards              | 最佳電影                                 | 不適用              | 獲獎 | -      |
| 2025年 | Nine Entertain Awards           | 年度最佳電影                             | 不適用              | 獲獎 | -      |
| 2025年 | Nine Entertain Awards           | 年度最佳男主角                           | 普提蓬·阿薩拉塔納功 | 提名 | -      |